# Zylindrischer Walzenhalsbock

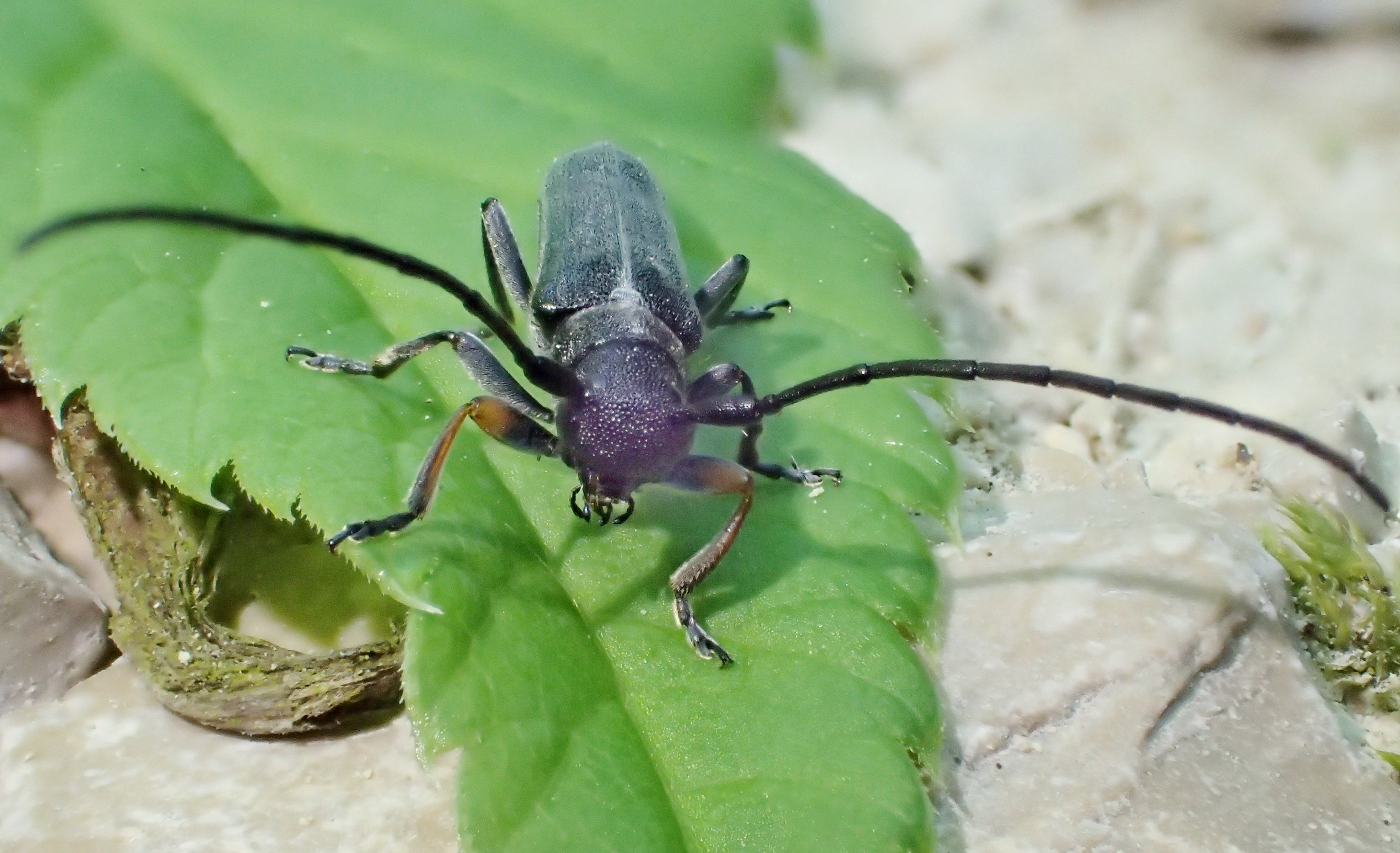
Vorderansicht

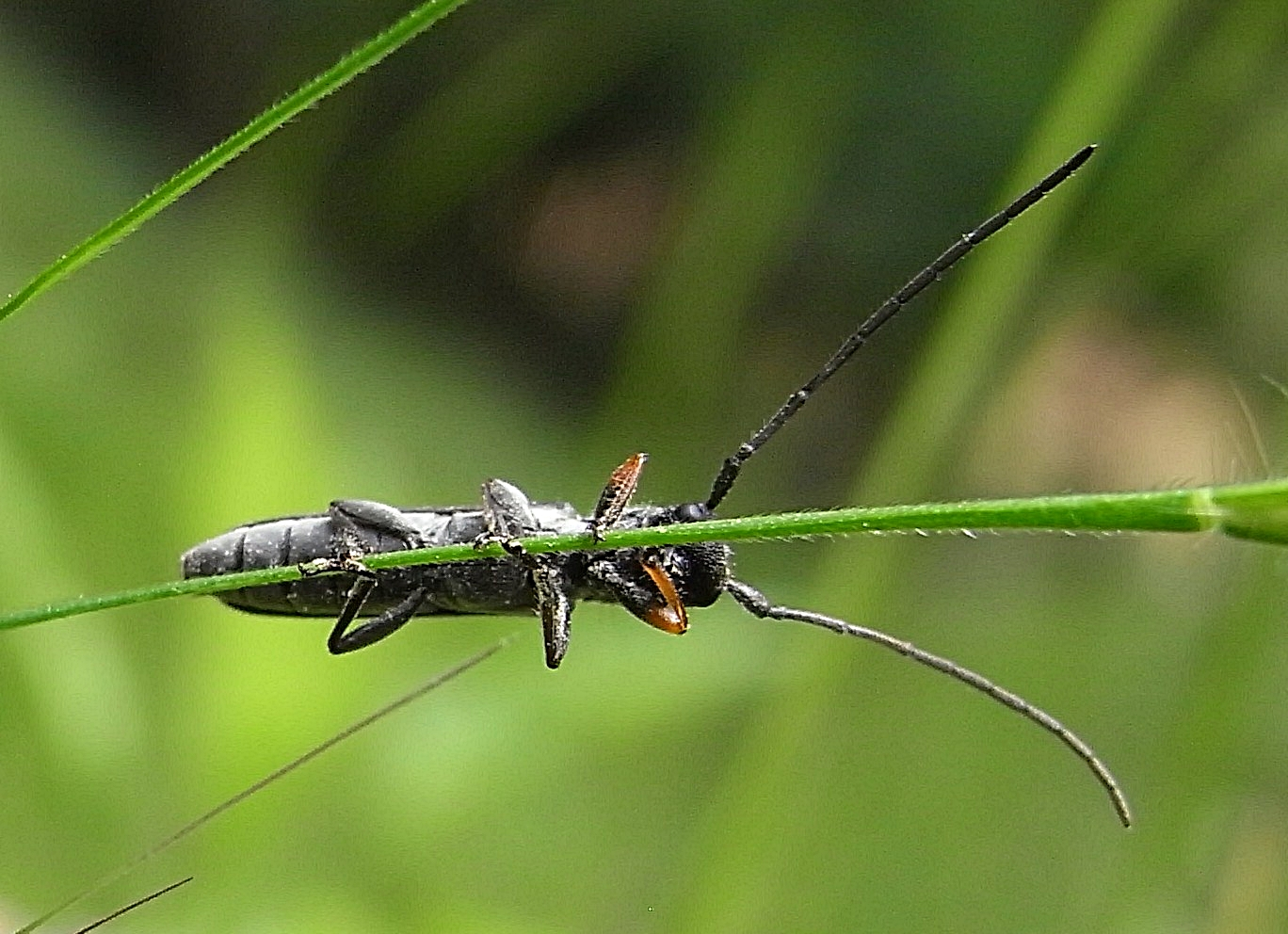
Unterseite

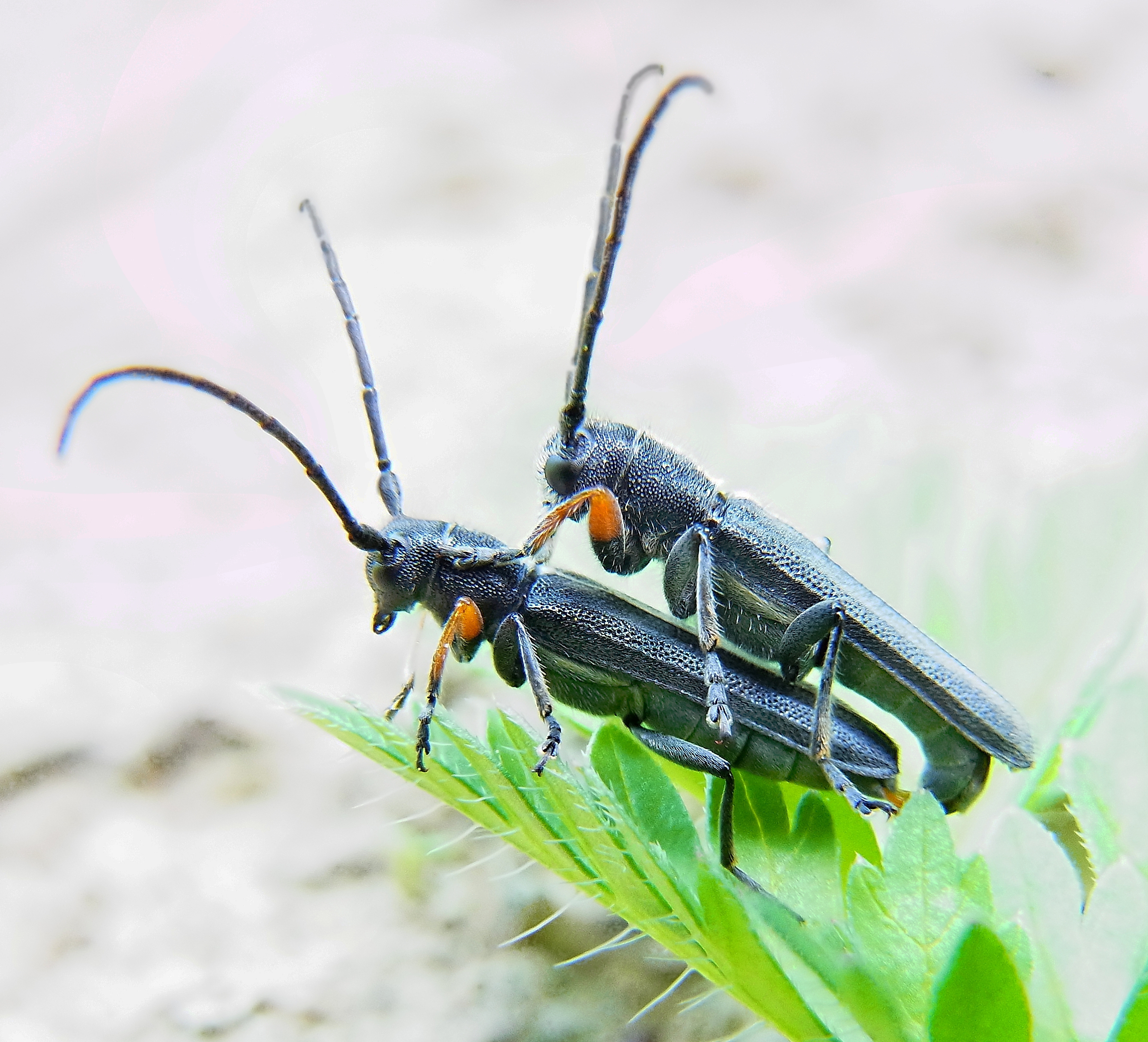
Paarung

Der Zylindrische Walzenhalsbock (Phytoecia cylindrica) oder Echter Walzenhalsbock ist eine Art aus der Familie der Bockkäfer.

## Beschreibung
Zylindrische Walzenhalsböcke werden 6 bis 14 Millimeter lang. Der Chitin-Panzer hat eine schwarze Grundfärbung, die an den meisten Stellen allerdings von dichten blaugrünen Härchen bedeckt ist. Aufgrund leichter Unebenheiten des Außenskelettes gucken einige schwarze Punkte aus dieser Behaarung heraus. Auf dem Thorax sind drei hellere Längsbänder zu erkennen. Der Körper des Käfers ist schmal und langgestreckt. Der Name kommt von der runden Form des Körpers, wenn man diesen von vorne betrachtet, er ist also zylindrisch beziehungsweise walzenförmig. Um die Augen zieht sich eine weiße Umrandung herum. Die schwarzen, fadenförmigen Fühler sind bei den Weibchen etwa körperlang, bei den Männchen länger. Sie stehen fast orthogonal vom Körper ab. Das vordere Beinpaar ist rot oder orange gefärbt, die anderen Beine sind schwarz.

## Verbreitung
Die Käfer sind vor allem im südlichen Europa verbreitet, kommen aber in der ganzen Paläarktis vor. Sie besiedeln warme, trockene Gebiete wie Steppen oder Brachland, aber auch Ränder von Nadelmischwäldern. Durch Zerstörung des Lebensraumes nimmt der Bestand des Käfers ab.

## Lebensweise
Die tagaktiven Tiere sitzen meist auf Boretschgewächsen, die ihre Hauptnahrung darstellen. Die Weibchen ringeln den Stängel oberhalb des Eis ein, der später vertrocknet. Auch die Larven ernähren sich von Boretsch- oder Doldengewächsen, wo sie an den unteren Stängelteilen und im Wurzelhals fressen. Nach einem Jahr verpuppt sich die Larve. Aus der Puppe schlüpft der fertige Käfer, der von Mai bis August angetroffen werden kann.